# الصخر الزيتي في الأردن

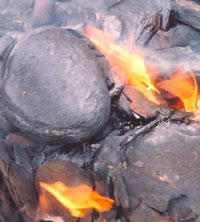
احتراق الصخر الزيتي

تبيّن وجود كميات كبيرة جداً من الصخر الزيتي يمكن استغلالها تجارياً في المنطقتين الوسطى والشمالية الغربية من الأردن؛ حيث يُصنف الأردن بكونه صاحب رابع أكبر مخزون من الصخر الزيتي. وحسب تقديرات مجلس الطاقة العالمي فإن احتياطيات الأردن من مخزونات الصخر الزيتي تصل إلى ما يقارب 40 مليار طن، ما يضعها كثاني أغنى دولة باحتياطيات الزيت الصخري بعد كندا، حيث تبلغ نسبة استخراج بترول تصل ما بين5 ٪ - 12٪ من المحتوى.
يمكن إنتاج 4 مليارات طن بترول من الاحتياطي الحالي، مما يضع نوعية الزيت الأردني، من ناحية الاستخراج، على قدم المساواة مع مثيلاتها الغربية في كولورادو في الولايات المتحدة، يقدر أن هذه الكمية قد ترتفع إلى 20 مليار طن. الزيت الصخري الأردني يشكل عام جيد جدا، إذ أن محتوى الرطوبة والرماد داخله منخفض نسبيا. وإجمالي القيمة الحرارية (7.5 ميغاجول / كلغ)، وله محتوي كبريتي يصل إلى 9٪ من وزن المحتوى العضوي. الاحتياطيات التي يمكن استغلالها سهل الوصل لها، إذ أن معظمها في مناجم مكشوفه سطحية.

## تاريخ
قامت شركة سنكور الكندية بإجراء مسوحات وتجارب في جنوب غرب عمان، وذكرت الشركة وقتها إمكانية إنتاج ما يصل إلى ما يقارب 17,000 برميل يوميا في 2006 و 67,000 برميل يوميا في 2011 ليصل إلى 210,000 برميل يوميا في 2014. لكن الشركة باعت استثماراتها في منطقة جنوب عمان إلى شركتين إستراليتين عام 2002.
وقد وقعت الحكومة الأردنية تحت رعاية رئيس الوزراء يوم 11 مايو 2010 اتفاقية امتياز باستخدام جزء من خام الصخر الزيتي المتواجد في منطقة عطارات أم الغدران التي تبلغ مساحتها 41 كيلو مترا لإنتاج الزيت والطاقة الكهربائية مع شركة «استي انيرجي» الأستونية بين سلطة المصادر الطبيعية وشركة الصخر الزيتي الأردني للطاقة OSEJ التي تمتلك شركة استي انيرجيا الاستونية 76 % من أسهمها. وستعمل الشركة في منطقة العطارات ضمن مساحة 41 كيلومترا مربعا حيث سيبدأ الإنتاج التجاري بعد 5 إلى 7 سنوات بإنتاج نحو 20 ألف برميل يوميا يتم رفعها إلى 36 ألف برميل وبكلفة رأسمالية تقدر بحوالي ستة مليارات دولار في وتغطي الاتفاقية التي تصل مدها إلى 44 عاما الجوانب البيئية واستهلاك المياه، ويقدر حجم الاستهلاك السنوي للمياه في المشروع بنحو 200 ألف متر مكعب.
ومن الجدير ذكره أن أكبر تواجد لخام الصخر الزيتي في منطقة العطارات الواقعة وسط الأردن إذ يبلغ الاحتياطي الخام في هذه المنطقة حوالي 25 مليار طن فيما تبلغ مساحة المنطقة المغطاة في الاتفاقية مع الشركة الاستونية 40 كيلومترا مربعا تحتوي على ما يزيد على ملياري طن من الخام «وتحت ظروف معينة يمكن زيادة المساحة لتحتوي على أربعة مليارات طن». وتعتبر الشركة الاستونية الأولى في العالم من حيث إنتاج الطاقة الكهربائية من الصخر الزيتي وبخبرة تزيد عن 90 عاما في استونيا كما تعد تقنية الشركة في معالجة الصخور الزيتية المستخدمة حاليا في أستونيا الأولى عالميا من حيث فاعليتها ورفقها بالبيئة، وكقيمة مضافة لهذه التقينة تستخدم الحرارة الناتجة عن عملية التقطير والغاز في إنتاج الطاقة الكهربائية ويوجد الآن منشأة عاملة في أستونيا بقدرة 6000 برميل يوميا.
وستعمل الشركة الاستونية بالتزامن مع مشروع استخلاص النفط من الصخر الزيتي على مشروع توليد الطاقة الكهربائية من الغاز الناجم عن عملية استخلاص الصخر الزيتي، ومن المرجح بدء تشغيل المشروع بعد ستة أعوام تقريبا بقدرة تتراوح بين 600 و 900 ميغاوات في منطقة العطارات بكلفة رأسمالية تقدر بنحو 1,5 مليار دولار. وسيتم تقاسم أرباح المشروع بالاعتماد على ربحيته، بمعنى إنه كلما زادت ربحية المشروع زادت عوائد الحكومة، في حين أن النظام الضريبي للمشروع يعتمد على ضريبة البترول وهي متصاعدة حتى تصل ربحية المشروع إلى 65 % إضافة إلى ذلك تفرض إتاوة عند الإنتاج تؤخذ بغض النظر عن الربحية وتعتمد على سعر برميل النفط في وقت الإنتاج وتكون من 1 % إلى 5 %.

 
وفي عام 2006 بدأتت المفاوضات بين الحكومة وشركة شل العالمية واستمرت زمنا طويلا للوصول لاتفاقية تجارية وامتياز يمنح للشركة لاستغلال الصخر الزيتي بتكنولوجيا الضغط العميق، حيث توجت هذه المفاوضات بتوقيع اتفاقية امتياز في العام 2009.
وذكرت سلطة المصادر الطبيعية أن شل بدأت وفق الاتفاقية وبتاريخ 16 من آب العام 2009 بفترة التجهيز والتحضير لمدة 9 أشهر، حيث انتهت هذه المرحلة بتاريخ 16 من أيار الماضي لتدخل بعدها الشركة في مرحلة التنقيب وحفر الآبار منذ شهر تقريبا تم خلالها حفر عدة آبار في منطقة الحرانة شرق عمان.
ويجدر الإشارة إلى أن الاتفاقية منحت شل فترة تمتد إلى ثلاث سنوات للقيام بعمليات التنقيب في مناطق الامتياز التي تشمل مساحة 22 ألف كيلو متر من أراضي المملكة (وعلى ذلك تكون عمليات التنقيب في منطقة الحرانة أولى مراحل التنقيب خلال السنوات الثلاث القادمة) أي ما يمثل حوالي ربع مساحة المملكة موزعة على مختلف مناطق المملكة وفق تقنية تقوم على تعدين خامات الصخر الزيتي في باطن الأرض وعلى أعماق كبيرة، ليصار إلى تحديد أكثر المناطق الواعدة في المراحل النهائية للمشروع ليتم تحديد منطقة الامتياز للشركة بحوالي 1000 كيلو متر مربع.
وبحسب الاتفاقية ستقوم الشركة بإنفاق ما يقرب من 430 مليون دولار على أعمال الدرسات والتقييم والعوائد التي تعتمد على تكاليف الاستثمار، فيما فترة الإنتاج التجاري تتراوح ما بين 12- 20 سنة ومن المتوقع أن يستقطب استثمارات مباشرة تتراوح ما بين 20 -25 مليار دولار.
ويتكون المشروع من مرحلتين الأولى مرحلة الدراسات والتقييم ومن ثم المرحلة الثانية وهي مرحلة الإنتاج التجاري المتوقع أن يكون عام 2022، علما بأن كلفة المشروع لحين الوصول لمراحل الإنتاج ضخمة وتقدر بعشرات المليارات من الدولارات. وتجدر الإشارة أن مشروع شل يهدف وفق المعلومات المصرح بها إلى إنتاج حوالي 400 ألف برميل يوميا في حال نجاحه، وقدرت المعلومات حجم الاستثمار خلال 40-50 عاما بنحو 100 مليار دولار وهو ما يعادل نصف رأس المال العامل للشركة.
كذلك سينتهي التفاوض مع الشركة السعودية المهتمة بمشاريع الصخر الزيتي في القريب العاجل، المهمة في منطقة عطارات أم القدران. وقد تم توقيع مذكرة تفاهم مع الشركة الوطنية لإنتاج النفط والطاقة الكهربائية والصخر الزيتي في منطقة باير. كما دفعت الحكومة الأردنية بمذكرات تفاهم مع العديد من الشركات مثل ائتلاف شركتي بتروبراس البرازيلية وتوتال الفرنسية وشركة المشاريع العالمية الهندية والشركة الدولية لاستثمار الصخر الزيتي وشركة انترراوس الروسية وشركة بترول العقبة. ويعد الأردن، أول دولة في المنطقة، والرابع عالميا، بعد إستونيا والبرازيل والصين، الذي ينفذ سياسات وخططا، للاستفادة من موارد الصخر الزيتي على المستوى الصناعي.